# Saint-Simon-de-Rimouski
Saint-Simon-de-Rimouski, till 2020 bara Saint-Simon, är en kommun i provinsen Québec i Kanada. Den ligger i regionen Bas-Saint-Laurent, i den östra delen av landet, 600 km nordost om huvudstaden Ottawa.